# Штакоровец
Штакоровец је насељено место у саставу општине Брцковљани у Загребачкој жупанији, Хрватска. До територијалне реорганизације у Хрватској налазио се у саставу бивше велике општине Дуго Село.

## Становништво
На попису становништва 2011. године, Штакоровец је имао 315 становника.

## Попис1991.
На попису становништва 1991. године, насељено место Штакоровец је имало 253 становника, следећег националног састава:
| Попис 1991.‍ | Попис 1991.‍ | Попис 1991.‍ | Попис 1991.‍ | Попис 1991.‍ |
| ----------- | ----------- | ----------- | ----------- | ----------- |
|             |             |             |             |             |
| Хрвати      | Хрвати      |             | 251         | 99,20%      |
| остали      | остали      |             | 1           | 0,39%       |
| непознато   | непознато   |             | 1           | 0,39%       |
| укупно: 253 |             |             |             |             |